# Мост Джона Джеймса Одюбона
Мост Джона Джеймса Одюбона (англ. John James Audubon Bridge) — вантовый автомобильный мост через реку Миссисипи, соединяющий приходы Пойнт-Купи и Уэст-Фелишиана штата Луизиана (США). Ближайшие города — Нью-Родс (административный центр прихода Пойнт-Купи) и Сент-Франсисвилл (административный центр прихода Уэст-Фелишиана). По мосту проходит шоссе штата Луизиана LA 10. На момент введения в эксплуатацию (май 2011 года) мост Джона Джеймса Одюбона являлся самым длинным вантовым мостом в Северной Америке по длине основного пролёта (482 м).

## Конструкция
Мост Джона Джеймса Одюбона — трёхпролётный вантовый мост, поддерживаемый двумя опорами, высота каждой из которых составляет 150 м. Общая длина моста — 3927 м, основной пролёт составляет 482 м.
По мосту проходят четыре полосы автомобильного движения шоссе штата Луизиана LA 10. Ширина моста — 22,9 м, высота нижней части основного пролёта над водой — 20 м.

## История

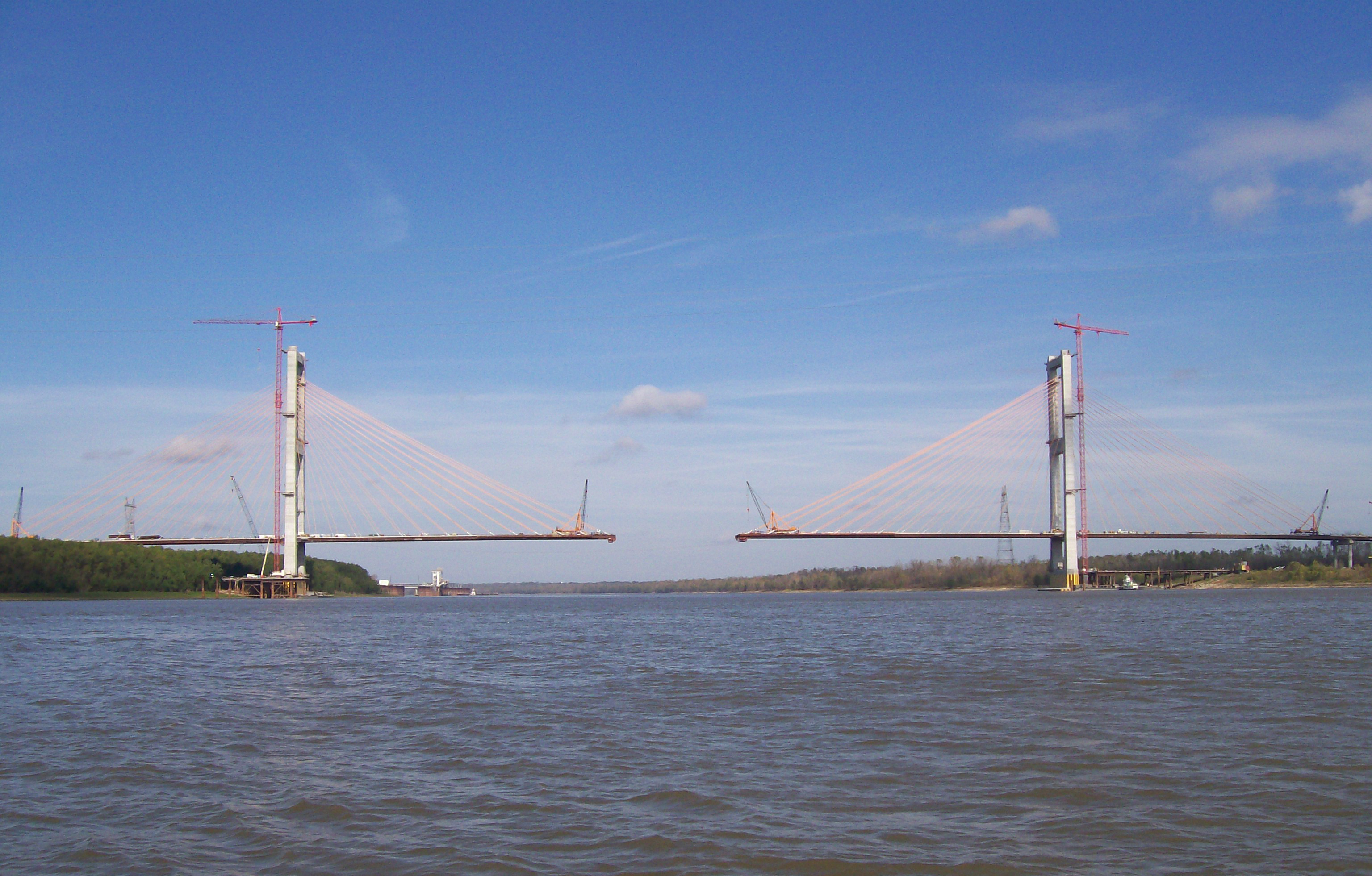
Мост в процессе строительства (4 декабря 2010 года)

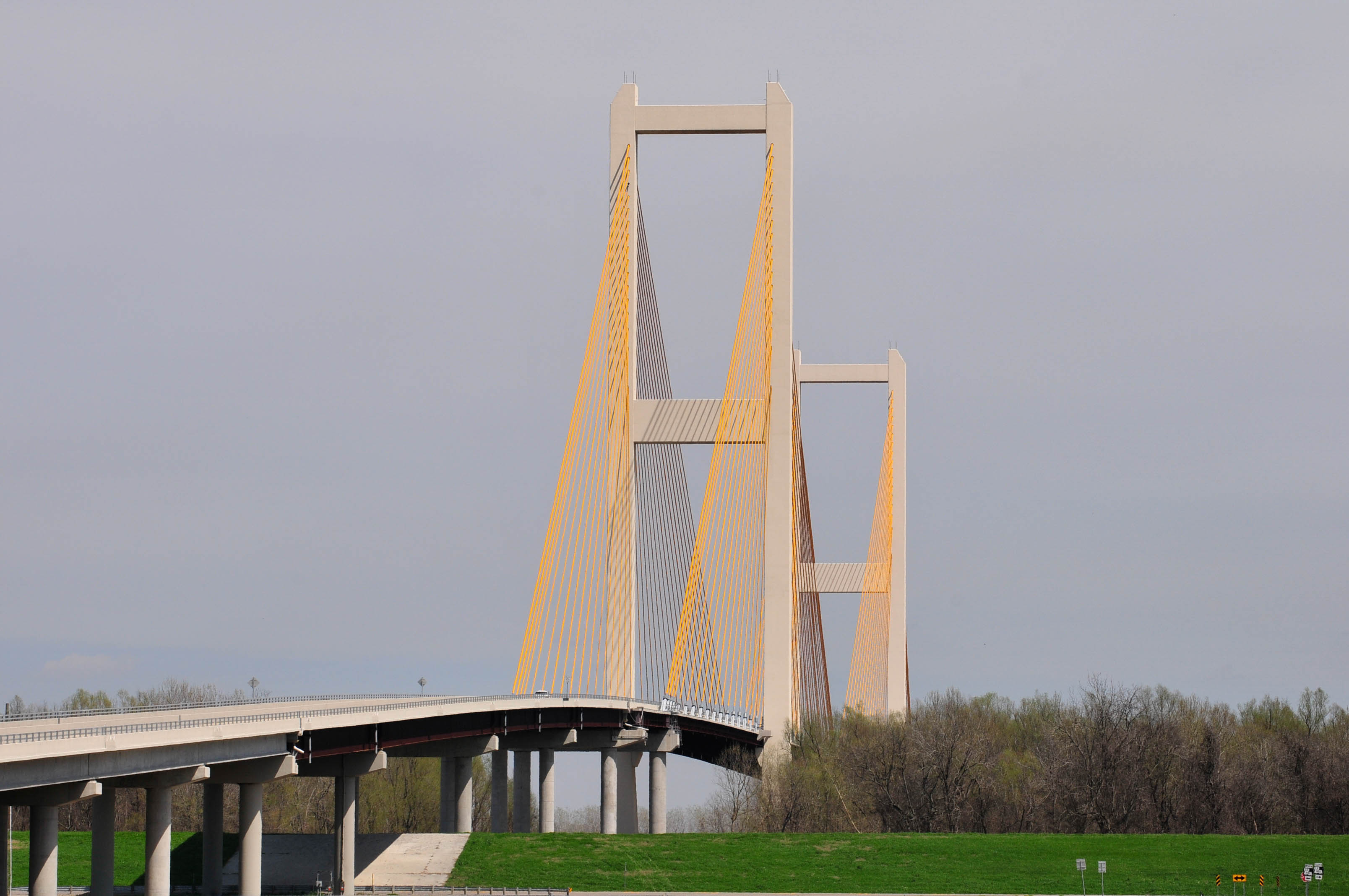
Мост Джона Джеймса Одюбона (2015 год)

Строительство моста, получившего своё название в честь известного американского натуралиста и художника-анималиста Джона Джеймса Одюбона, было начато в мае 2006 года. Участки проезжей части, которые строились с разных сторон реки, были соединены 29 декабря 2010 года. Мост был открыт для проезда автомобильного транспорта 5 мая 2011 года. Открытие моста состоялось ранее запланированной даты — это было связано с тем, что из-за значительного повышения уровня воды в Миссисипи пришлось закрыть находившуюся немного выше по течению паромную переправу. Завершающие строительные работы производились на уже введённом в эксплуатацию мосту.
Во время строительства моста появилось предложение назвать его не в честь Джона Джеймса Одюбона, а в честь двух комендантов Корпуса морской пехоты США — Джона Арчера Лэджена (уроженца прихода Пойнт-Купи) и Роберта Барроу (выросшего в приходе Уэст-Фелишиана). По результатам обсуждения в 2011 году Легислатура Луизианы решила сохранить название «мост Джона Джеймса Одюбона», но при этом назвать в честь Лэджена и Барроу подъездные пути к мосту со стороны приходов Пойнт-Купи и Уэст-Фелишиана, соответственно.
На момент введения в эксплуатацию (май 2011 года) мост Джона Джеймса Одюбона являлся самым длинным вантовым мостом в Северной Америке по длине основного пролёта (482 м). В январе 2012 года этот рекорд был превзойдён мостом Балуарте в Мексике, длина основного пролёта которого составила 520 м.
В 2012 году среднее количество автомобилей, проезжавших в день по мосту Джона Джеймса Одюбона, составляло 2887.